# Вулиця Професора Кравченка
Вулиця Професора Кравченка — вулиця Житомира, названа на честь українського етнографа та письменника Василя Кравченка.

## Розташування
Розташована у центральній частині міста, у місцевості Петровська Гора. Вулиця з'єднує вулиці Пушкінську з Лермонтовською, прямуючи на південний схід. Від вулиці бере початок вулиця Купальна.
Довжина вулиці — 250 метрів. Вулиця є однією з найвужчих вулиць центральної частини міста, подекуди ширина вулиці не перевищує 5 м, тому рух по вулиці односторонній (у напрямку з Пушкінської вулиці до Лермонтовської).

## Історія
Вулиця почала формуватися наприкінці XVIII ст. Історична назва — вулиця Петровська — може пояснюватися тим, що вулиця розташована на Петровській Горі.
На плані Житомира 1915 року Петровська вулиця бере початок з вулиці Пушкінської та завершується кутком неподалік корпусів водолікарні Лешкевича, що постала на цій вулиці наприкінці 1912 року. Планувалося продовження Петровської вулиці до Бульварної (Старого бульвару), що не відбулося.
У 1930-х роках вулиця дістала назву на честь письменника Некрасова. До початку Другої світової війни завершилось формування вулиці у нинішніх її межах, тобто трасу вулиці Некрасова продовжено до Лермонтовської вулиці.
У 1950-х роках вулиця отримала нову назву — вулиця Петровського.
Відповідно до розпорядження Житомирського міського голови від 19 лютого 2016 року, вулицю Петровського перейменовано на вулицю Професора Кравченка.

## Сучасність
Історична забудова вулиці, сформована до початку XX ст. у переважній кількості збереглась. Зберігся і комплекс будівель водолікарні (будівлі № 4-6), що наразі перебуває у занедбаному стані.

### Транспорт
По вулиці курсує автобус № 58, 104. На початку вулиці влаштована кінцева зупинка вищевказаних автобусних маршрутів — «Діагностичний центр».

### Установи
- Лікарня УМВС — буд. № 2.